# Match des Étoiles de la Ligue majeure de baseball 1996
Le match des Étoiles de la Ligue majeure de baseball 1996 (1996 MLB All-Star Game) est la 67e édition de cette opposition entre les meilleurs joueurs de la Ligue américaine et de la Ligue nationale, les deux composantes de la MLB.
L'événement s'est tenu le 9 juillet 1996 au Veterans Stadium.

## Home Run Derby
| Veterans Stadium, Philadelphia -- A.L. 36, N.L. 23 | Veterans Stadium, Philadelphia -- A.L. 36, N.L. 23 | Veterans Stadium, Philadelphia -- A.L. 36, N.L. 23 |
| Joueur                                             | Équipe                                             | Home Runs                                          |
| American League                                    | American League                                    | American League                                    |
| -------------------------------------------------- | -------------------------------------------------- | -------------------------------------------------- |
| Mark McGwire                                       | Oakland                                            | 15                                                 |
| Brady Anderson                                     | Baltimore                                          | 11                                                 |
| Jay Buhner                                         | Seattle                                            | 8                                                  |
| Joe Carter                                         | Toronto                                            | 2                                                  |
| Greg Vaughn                                        | Milwaukee                                          | 0                                                  |
| National League                                    |                                                    |                                                    |
| Barry Bonds                                        | San Francisco                                      | 17                                                 |
| Henry Rodríguez                                    | Montréal                                           | 3                                                  |
| Jeff Bagwell                                       | Houston                                            | 2                                                  |
| Ellis Burks                                        | Colorado                                           | 1                                                  |
| Gary Sheffield                                     | Florida                                            | 0                                                  |